# Рафаель Маркес
Рафаель Маркес (ісп. Rafael Márquez Álvarez; 13 лютого 1979, Самора-де-Ідальго) — мексиканський футболіст, захисник.
Маючи прізвисько Ель Кайзер, Маркес широко вважається найкращим захисником в історії Мексики та одним з найкращих мексиканських гравців усіх часів. Автор першого голу збірної Мексики на Чемпіонаті світу в ПАР 2010 року та учасник п'яти поспіль чемпіонатів світу з 2002 по 2018 рік. Також зі збірною був переможцем Кубка конфедерацій 1999 року і двох Золотих кубків КОНКАКАФ (2003 та 2011).

## Клубна кар'єра
Маркес починав свою кар'єру в гвадалахарському клубі «Атлас», в якому він дебютував у 17 років. Він успішно заграв в мексиканському клубі, зігравши за нього в 77 іграх і отримавши запрошення в національну збірну Мексики в 1997 році.
У 1999 році за 6 млн євро Маркес перейшов у «Монако». У Франції успіх до Маркеса прийшов також швидко, і вже в першому своєму сезоні він допоміг команді стати чемпіоном Франції. Незважаючи на пропозиції з більш великих клубів, Маркес залишався в «Монако» до 2003 року, вигравши в останньому сезоні Кубок Франції, після чого перейшов в «Барселону» за 5 млн євро.

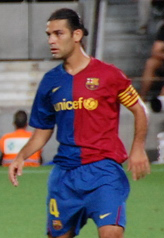
Рафа Маркес у складі «Барселони». 2008 року.

У першому сезоні в «Барселоні» мексиканець зіграв у 21 грі, виступаючи на позиції центрального захисника, і допоміг команді посісти 2-е місце в чемпіонаті. У другому сезоні Маркес грав на позиції опорного півзахисника, оскільки травми отримали Тьяго Мотта, Едмілсон і Херард Лопес. Він провів відмінний сезон, будучи одним з найважливіших гравців для перемоги «Барселони» в чемпіонаті Іспанії. В «Барселоні» грав під номером 4. Під цим номером виступала одна з легенд каталонського клубу Хосеп Гвардіола. За час виступів за «блаугранас» Маркес чотири рази виборював титул чемпіона Іспанії, ставав володарем Кубка Іспанії, тричі вигравав Суперкубок Іспанії та двічі Лігу чемпіонів УЄФА, а також був володарем Суперкубка УЄФА у 2009 році.
1 серпня 2010 року Рафаель підписав контракт з клубом MLS «Нью-Йорк Ред Буллз», слідом за Тьєррі Анрі, який у липні того ж року також вирушив до США з «Барселони». 12 грудня 2012 року клуб «Нью-Йорк» оголосив про розірвання контракту з Маркесом за згодою сторін.
13 грудня 2012 року стало відомо, що Маркес перейшов в мексиканський клуб «Леон» з Ліги МХ, за який почав виступати з сезону Клаусура 2013. З командою він виграв Апертуру 2013 та Клаусуру 2014 років, ставши першим мексиканським футболістом, який виграв титули чемпіона в трьох різних країнах.
4 серпня 2014 року Рафаель Маркес поповнив склад італійського клубу «Еллас Верона». У італійській команді провів півтора року, взявши участь у 35 матчах Серії А.
21 грудня 2015 року було оголошено, що Маркес повернувся у свій рідний «Атлас». 19 квітня 2018 року Маркес оголосив, що він вийде на пенсію в кінці сезону. Маркес відіграв свій фінальний матч на «Естадіо Халіско» 20 квітня проти «Гвадалахари» (1:0). Наступного тижня Маркес зіграв свій останній клубний матч — проти «Пачуки», який закінчився внічию 0:0.

## Кар'єра в збірній
Перший матч за збірної Мексики Маркес провів 5 лютого 1997 року проти команди Еквадору. Маркес дуже скоро став одним з найважливіших гравців збірної, зіграв у всіх матчах збірної на чемпіонатах світу 2002, 2006, 2010 і 2014 років. Маркес — єдиний футболіст в історії, який був капітаном своєї національної команди на п'яти чемпіонатах світу.
У червні 2017 року Маркес оголосив, що має намір завершити кар'єру гравця після чемпіонату світу 2018 року. Потрапивши у остаточну заявку на чемпіонат світу 2018 року у Росії , він вп'яте поспіль зіграв на чемпіонатах світу, ставши лише третім гравцем, якому вдавався такий результат після співвітчизника Антоніо Карбахаля і німця Лотара Маттеуса.

## Статистика виступів

### Статистика клубних виступів
| Сезон                          | Команда                        | Чемпіонат                      | Чемпіонат | Чемпіонат | Національний кубок | Національний кубок | Національний кубок | Континентальні кубки | Континентальні кубки | Континентальні кубки | Інші змагання | Інші змагання | Інші змагання | Усього | Усього |
| Сезон                          | Команда                        | Ліга                           | Ігор      | Голів     | Ліга               | Ігор               | Голів              | Ліга                 | Ігор                 | Голів                | Ліга          | Ігор          | Голів         | Ігор   | Голів  |
| ------------------------------ | ------------------------------ | ------------------------------ | --------- | --------- | ------------------ | ------------------ | ------------------ | -------------------- | -------------------- | -------------------- | ------------- | ------------- | ------------- | ------ | ------ |
| 1996–97                        | «Атлас»                        | ПД                             | 23        | 0         | КМ                 | 0                  | 0                  | -                    | -                    | -                    | -             | -             | -             | 23     | 0      |
| 1997–98                        | «Атлас»                        | ПД                             | 16        | 1         | -                  | -                  | -                  | -                    | -                    | -                    | -             | -             | -             | 16     | 1      |
| 1998–99                        | «Атлас»                        | ПД                             | 24        | 2         | -                  | -                  | -                  | -                    | -                    | -                    | -             | -             | -             | 24     | 2      |
| 1999–00                        | «Монако»                       | Л1                             | 23        | 3         | КФ+КЛ              | 2+2                | 0                  | КУЄФА                | 6                    | 0                    | -             | -             | -             | 33     | 3      |
| 2000–01                        | «Монако»                       | Л1                             | 15        | 1         | КФ+КЛ              | 0+3                | 0                  | ЛЧ                   | 4                    | 0                    | -             | -             | -             | 22     | 1      |
| 2001–02                        | «Монако»                       | Л1                             | 21        | 0         | КФ+КЛ              | 3+2                | 0                  | -                    | -                    | -                    | -             | -             | -             | 26     | 0      |
| 2002–03                        | «Монако»                       | Л1                             | 30        | 2         | КФ+КЛ              | 0+3                | 0                  | -                    | -                    | -                    | -             | -             | -             | 33     | 2      |
| Усього за «Монако»             | Усього за «Монако»             | Усього за «Монако»             | 89        | 6         |                    | 15                 | 0                  |                      | 10                   | 0                    |               | -             | -             | 114    | 6      |
| 2003–04                        | «Барселона»                    | ПД                             | 22        | 1         | КІ                 | 6                  | 0                  | КУЄФА                | 3                    | 0                    | -             | -             | -             | 31     | 1      |
| 2004–05                        | «Барселона»                    | ПД                             | 34        | 3         | КІ                 | 1                  | 0                  | ЛЧ                   | 6                    | 0                    | -             | -             | -             | 41     | 3      |
| 2005–06                        | «Барселона»                    | ПД                             | 25        | 0         | КІ                 | 4                  | 1                  | ЛЧ                   | 8                    | 0                    | СІ            | 1             | 0             | 38     | 1      |
| 2006–07                        | «Барселона»                    | ПД                             | 21        | 1         | КІ                 | 7                  | 0                  | ЛЧ                   | 7                    | 0                    | СІ+СУ+КЧС     | 2+1+2         | 0+0+1         | 40     | 2      |
| 2007–08                        | «Барселона»                    | ПД                             | 24        | 2         | КІ                 | 5                  | 0                  | ЛЧ                   | 8                    | 0                    | -             | -             | -             | 37     | 2      |
| 2008–09                        | «Барселона»                    | ПД                             | 23        | 1         | КІ                 | 4                  | 1                  | ЛЧ                   | 10                   | 1                    | -             | -             | -             | 37     | 3      |
| 2009–10                        | «Барселона»                    | ПД                             | 15        | 1         | КІ                 | 3                  | 0                  | ЛЧ                   | 5                    | 0                    | СІ+СУ+КЧС     | 0+0+1         | 0             | 24     | 1      |
| Усього за «Барселону»          | Усього за «Барселону»          | Усього за «Барселону»          | 164       | 9         |                    | 30                 | 2                  |                      | 47                   | 1                    |               | 7             | 1             | 248    | 13     |
| 2010                           | «Нью-Йорк Ред Буллз»           | MLS                            | 10+2      | 1         | USOC               | 0                  | 0                  | -                    | -                    | -                    | -             | -             | -             | 12     | 1      |
| 2011                           | «Нью-Йорк Ред Буллз»           | MLS                            | 19+2      | 0         | USOC               | 0                  | 0                  | -                    | -                    | -                    | -             | -             | -             | 21     | 0      |
| 2012                           | «Нью-Йорк Ред Буллз»           | MLS                            | 15+2      | 0         | USOC               | 0                  | 0                  | -                    | -                    | -                    | -             | -             | -             | 17     | 0      |
| Усього за «Нью-Йорк Ред Буллз» | Усього за «Нью-Йорк Ред Буллз» | Усього за «Нью-Йорк Ред Буллз» | 44+6      | 1         |                    | 0                  | 0                  |                      | -                    | -                    |               | -             | -             | 50     | 1      |
| 2012–13                        | «Леон»                         | ПД                             | 13        | 0         | КМ                 | -                  | -                  | ЛЧ                   | 1                    | 0                    | -             | -             | -             | 14     | 0      |
| 2013–14                        | «Леон»                         | ПД                             | 23+12     | 1         | КМ                 | 0                  | 0                  | КЛ                   | 7                    | 0                    | -             | -             | -             | 42     | 1      |
| ago. 2014                      | «Леон»                         | ПД                             | 2         | 0         | КМ                 | 0                  | 0                  | -                    | -                    | -                    | -             | -             | -             | 2      | 0      |
| Усього за «Леон»               | Усього за «Леон»               | Усього за «Леон»               | 38+12     | 1         |                    | 0                  | 0                  |                      | 8                    | 0                    |               | -             | -             | 58     | 1      |
| 2014–15                        | «Верона»                       | A                              | 26        | 0         | КІ                 | 3                  | 0                  | -                    | -                    | -                    | -             | -             | -             | 29     | 0      |
| 2015–16                        | «Верона»                       | A                              | 9         | 0         | КІ                 | 1                  | 0                  | -                    | -                    | -                    | -             | -             | -             | 10     | 0      |
| Усього за «Верону»             | Усього за «Верону»             | Усього за «Верону»             | 35        | 0         |                    | 4                  | 0                  |                      | -                    | -                    |               | -             | -             | 39     | 0      |
| 2015–16                        | «Атлас»                        | ПД                             | 14        | 1         | КМ                 | 0                  | 0                  | -                    | -                    | -                    | -             | -             | -             | 14     | 1      |
| 2016–17                        | «Атлас»                        | ПД                             | 23        | 0         | КМ                 | 0                  | 0                  | -                    | -                    | -                    | -             | -             | -             | 23     | 0      |
| 2017–18                        | «Атлас»                        | ПД                             | 7+4       | 0         | КМ                 | 0                  | 0                  | -                    | -                    | -                    | -             | -             | -             | 11     | 0      |
| Усього за «Атлас»              | Усього за «Атлас»              | Усього за «Атлас»              | 107+4     | 5         |                    | 0                  | 0                  |                      | -                    | -                    |               | -             | -             | 111    | 5      |
| Усього за кар'єру              | Усього за кар'єру              | Усього за кар'єру              | 498       | 21        |                    | 49                 | 2                  |                      | 65                   | 1                    |               | 7             | 1             | 619    | 25     |

### Статистика виступів за збірну
| Дата       | Місто                       | Господарі                | Результат               | Гості                    | Турнір                                       | Голи | Примітки   |
| ---------- | --------------------------- | ------------------------ | ----------------------- | ------------------------ | -------------------------------------------- | ---- | ---------- |
| 05-02-1997 | Мехіко                      | Мексика                  | 3 – 1                   | Еквадор                  | товариський матч                             | -    | 61'        |
| 19-02-1999 | Гонконг                     | Мексика                  | 3 – 0                   | Єгипет                   | Кубок Carlsberg                              | 1    |            |
| 16-06-1999 | Сеул                        | Хорватія                 | 2 – 1                   | Мексика                  | товариський матч                             | -    |            |
| 18-06-1999 | Сеул                        | Мексика                  | 2 – 0                   | Єгипет                   | товариський матч                             | -    |            |
| 30-06-1999 | Сьюдад-дель-Есте            | Чилі                     | 1 – 0                   | Мексика                  | Копа Америка 1999 - 1-й етап                 | -    |            |
| 10-07-1999 | Асунсьйон                   | Перу                     | 3 – 3 д.ч. (2 - 4 п.п.) | Мексика                  | Копа Америка 1999 - чвертьфінал              | -    |            |
| 14-07-1999 | Сьюдад-дель-Есте            | Бразилія                 | 2 – 0                   | Мексика                  | Копа Америка 1999 - півфінал                 | -    |            |
| 17-07-1999 | Асунсьйон                   | Чилі                     | 1 – 2                   | Мексика                  | Копа Америка 1999 - матч за 3-тє місце       | -    | 90'        |
| 24-07-1999 | Мехіко                      | Мексика                  | 5 – 1                   | Саудівська Аравія        | Кубок Конфедерацій                           | -    |            |
| 27-07-1999 | Мехіко                      | Мексика                  | 2 – 2                   | Єгипет                   | Кубок Конфедерацій                           | -    |            |
| 29-07-1999 | Мехіко                      | Мексика                  | 1 – 0                   | Болівія                  | Кубок Конфедерацій                           | -    |            |
| 01-08-1999 | Мехіко                      | Мексика                  | 1 – 0                   | США                      | Кубок Конфедерацій                           | -    |            |
| 04-08-1999 | Мехіко                      | Мексика                  | 4 – 3                   | Бразилія                 | Кубок Конфедерацій                           | -    |            |
| 05-02-2000 | Гонконг                     | Мексика                  | 1 – 0                   | Японія                   | товариський матч                             | -    |            |
| 08-02-2000 | Гонконг                     | Чехія                    | 2 – 1                   | Мексика                  | Кубок Carlsberg                              | -    | 39'        |
| 13-02-2000 | Сан-Дієго                   | Мексика                  | 1 – 0                   | Тринідад і Тобаго        | Кубок КОНКАКАФ 2000 - 1-й етап               | 1    |            |
| 17-02-2000 | Лос-Анджелес                | Мексика                  | 1 – 1                   | Гватемала                | Кубок КОНКАКАФ 2000 - 1-й етап               | -    |            |
| 20-02-2000 | Сан-Дієго                   | Мексика                  | 1 – 2 д.ч.              | Канада                   | Кубок КОНКАКАФ 2000 - чвертьфінал            | -    |            |
| 05-07-2000 | Монтеррей                   | Мексика                  | 2 – 1                   | Венесуела                | товариський матч                             | -    |            |
| 16-07-2000 | Панама                      | Панама                   | 0 – 1                   | Мексика                  | Відбір до ЧС 2002                            | -    |            |
| 23-07-2000 | Порт-оф-Спейн               | Тринідад і Тобаго        | 0 – 1                   | Мексика                  | Відбір до ЧС 2002                            | -    |            |
| 15-08-2000 | Мехіко                      | Мексика                  | 2 – 0                   | Канада                   | Відбір до ЧС 2002                            | -    |            |
| 03-09-2000 | Мехіко                      | Мексика                  | 7 – 1                   | Панама                   | Відбір до ЧС 2002                            | 1    |            |
| 28-02-2001 | Колумбус                    | США                      | 2 – 0                   | Мексика                  | Відбір до ЧС 2002                            | -    | 36' 69'    |
| 07-03-2001 | Гвадалахара                 | Мексика                  | 3 – 3                   | Бразилія                 | товариський матч                             | -    | 79'        |
| 25-03-2001 | Мехіко                      | Мексика                  | 4 – 0                   | Ямайка                   | товариський матч                             | -    |            |
| 25-04-2001 | Порт-оф-Спейн               | Тринідад і Тобаго        | 1 – 1                   | Мексика                  | Відбір до ЧС 2002                            | -    | 19', 74'   |
| 20-06-2001 | Сан-Педро-Сула              | Гондурас                 | 3 – 1                   | Мексика                  | Відбір до ЧС 2002                            | -    | 56'        |
| 12-07-2001 | Калі (місто)                | Мексика                  | 1 – 0                   | Бразилія                 | Копа Америка 2001 - 1-й етап                 | -    |            |
| 15-07-2001 | Калі (місто)                | Мексика                  | 0 – 0                   | Парагвай                 | Копа Америка 2001 - 1-й етап                 | -    |            |
| 22-07-2001 | Перейра                     | Мексика                  | 2 – 0                   | Перу                     | Копа Америка 2001 - чвертьфінал              | -    |            |
| 25-07-2001 | Перейра                     | Мексика                  | 2 – 1                   | Уругвай                  | Копа Америка 2001 - півфінал                 | -    | 23' 62'    |
| 02-09-2001 | Кінгстон (Ямайка)           | Ямайка                   | 1 – 2                   | Мексика                  | Відбір до ЧС 2002                            | -    |            |
| 05-09-2001 | Мехіко                      | Мексика                  | 3 – 0                   | Мексика                  | Відбір до ЧС 2002                            | -    |            |
| 07-10-2001 | Сан-Хосе                    | Коста-Рика               | 0 – 0                   | Мексика                  | Відбір до ЧС 2002                            | -    |            |
| 17-04-2002 | Нью-Джерсі                  | Болгарія                 | 0 – 1                   | Мексика                  | товариський матч                             | -    | 88'        |
| 12-05-2002 | Мехіко                      | Мексика                  | 2 – 1                   | Колумбія                 | товариський матч                             | 1    | 68'        |
| 16-05-2002 | Сан-Франциско               | Мексика                  | 1 – 0                   | Болівія                  | товариський матч                             | -    |            |
| 03-06-2002 | Ніїґата                     | Хорватія                 | 1 – 0                   | Мексика                  | ЧС 2002 - 1-й етап                           | -    |            |
| 09-06-2002 | Сендай                      | Мексика                  | 2 – 1                   | Еквадор                  | ЧС 2002 - 1-й етап                           | -    |            |
| 13-06-2002 | Ойта                        | Італія                   | 1 – 1                   | Мексика                  | ЧС 2002 - 1-й етап                           | -    |            |
| 18-06-2002 | Чонджу                      | США                      | 2 – 0                   | Мексика                  | ЧС 2002 - 1/8 фіналу                         | -    | 88'        |
| 12-02-2003 | Фінікс                      | Мексика                  | 0 – 0                   | Колумбія                 | товариський матч                             | -    |            |
| 26-03-2003 | Сан-Дієго                   | Мексика                  | 1 – 1                   | Парагвай                 | товариський матч                             | -    | 49'        |
| 30-03-2003 | Гвадалахара                 | Мексика                  | 0 – 0                   | Бразилія                 | товариський матч                             | -    | 24' 73'    |
| 24-07-2003 | Мехіко                      | Мексика                  | 2 – 0                   | Коста-Рика               | Кубок КОНКАКАФ 2003 - півфінал               | 1    | 46'        |
| 31-03-2004 | Гвадалахара                 | Мексика                  | 2 – 0                   | Коста-Рика               | товариський матч                             | -    |            |
| 19-06-2004 | Сан-Антоніо                 | Домініканська Республіка | 0 – 10                  | Мексика                  | Відбір до ЧС 2006                            | 1    |            |
| 27-06-2004 | Агуаскальєнтес (місто)      | Мексика                  | 8 – 0                   | Домініканська Республіка | Відбір до ЧС 2006                            | -    | 46'        |
| 07-07-2004 | Чиклайо                     | Мексика                  | 2 – 2                   | Уругвай                  | Копа Америка 2004 - 1-й етап                 | -    | 27'        |
| 10-07-2004 | Чиклайо                     | Аргентина                | 0 – 1                   | Мексика                  | Копа Америка 2004 - 1-й етап                 | -    |            |
| 18-07-2004 | П'юра                       | Мексика                  | 0 – 4                   | Бразилія                 | Копа Америка 2004 - чвертьфінал              | -    | 85'        |
| 06-10-2004 | Мехіко                      | Мексика                  | 7 – 0                   | Сент-Вінсент і Гренадини | Відбір до ЧС 2006                            | -    |            |
| 10-10-2004 | Кінгстаун                   | Сент-Вінсент і Гренадини | 0 – 1                   | Мексика                  | Відбір до ЧС 2006                            | -    |            |
| 09-02-2005 | Сан-Хосе                    | Коста-Рика               | 1 – 2                   | Мексика                  | Відбір до ЧС 2006                            | -    |            |
| 27-03-2005 | Мехіко                      | Мексика                  | 2 – 1                   | США                      | Відбір до ЧС 2006                            | -    |            |
| 30-03-2005 | Панама                      | Панама                   | 1 – 1                   | Мексика                  | Відбір до ЧС 2006                            | -    |            |
| 04-06-2005 | Гватемала (місто)           | Гватемала                | 0 – 2                   | Мексика                  | Відбір до ЧС 2006                            | -    | 72'        |
| 22-06-2005 | Франкфурт-на-Майні          | Греція                   | 0 – 0                   | Мексика                  | Кубок Конфедерацій                           | -    | 73'        |
| 26-06-2005 | Ганновер                    | Мексика                  | 1 – 1 д.ч. (5 - 6 п.п.) | Аргентина                | Кубок Конфедерацій                           | -    | 21', 90+3' |
| 17-08-2005 | Мехіко                      | Мексика                  | 2 – 0                   | Коста-Рика               | Відбір до ЧС 2006                            | -    | 60'        |
| 03-09-2005 | Колумбус                    | США                      | 2 – 0                   | Мексика                  | Відбір до ЧС 2006                            | -    | 31'        |
| 07-09-2005 | Мехіко                      | Мексика                  | 5 – 0                   | Панама                   | Відбір до ЧС 2006                            | 1    | 21'        |
| 27-05-2006 | Сен-Дені                    | Франція                  | 1 – 0                   | Мексика                  | товариський матч                             | -    | 74'        |
| 01-06-2006 | Ейндговен                   | Нідерланди               | 2 – 1                   | Мексика                  | товариський матч                             | -    |            |
| 11-06-2006 | Нюрнберг                    | Мексика                  | 3 – 1                   | Іран                     | ЧС 2006 - 1-й етап                           | -    |            |
| 16-06-2006 | Нюрнберг                    | Мексика                  | 0 – 0                   | Ангола                   | ЧС 2006 - 1-й етап                           | -    |            |
| 21-06-2006 | Гельзенкірхен               | Португалія               | 2 – 1                   | Мексика                  | ЧС 2006 - 1-й етап                           | -    | 63'        |
| 24-06-2006 | Лейпциг                     | Аргентина                | 2 – 1 д.ч.              | Мексика                  | ЧС 2006 - 1/8 фіналу                         | 1    | 70'        |
| 07-02-2007 | Глендейл                    | США                      | 2 – 0                   | Мексика                  | товариський матч                             | -    |            |
| 25-03-2007 | Монтеррей                   | Мексика                  | 2 – 1                   | Парагвай                 | товариський матч                             | -    |            |
| 28-03-2007 | Окленд (Каліфорнія)         | Еквадор                  | 2 – 4                   | Мексика                  | товариський матч                             | 1    | 28'        |
| 24-06-2007 | Чикаго                      | США                      | 2 – 1                   | Мексика                  | Кубок КОНКАКАФ 2007 - Фінал                  | -    |            |
| 27-06-2007 | Пуерто-Ордас                | Бразилія                 | 0 – 2                   | Мексика                  | Копа Америка 2007 - 1-й етап                 | -    |            |
| 01-07-2007 | Матурин                     | Мексика                  | 2 – 1                   | Еквадор                  | Копа Америка 2007 - 1-й етап                 | -    |            |
| 08-07-2007 | Матурин                     | Мексика                  | 6 – 0                   | Парагвай                 | Копа Америка 2007 - чвертьфінал              | -    |            |
| 11-07-2007 | Пуерто-Ордас                | Мексика                  | 0 – 3                   | Аргентина                | Копа Америка 2007 - півфінал                 | -    | 69'        |
| 12-09-2007 | Бостон                      | Мексика                  | 1 – 3                   | Бразилія                 | товариський матч                             | -    |            |
| 06-02-2008 | Х'юстон                     | США                      | 2 – 2                   | Мексика                  | товариський матч                             | -    |            |
| 20-08-2008 | Мехіко                      | Мексика                  | 2 – 1                   | Гондурас                 | Відбір до ЧС 2010                            | -    |            |
| 06-09-2008 | Мехіко                      | Мексика                  | 3 – 0                   | Ямайка                   | Відбір до ЧС 2010                            | -    | 44'        |
| 10-09-2008 | Тустла-Ґутьєррес            | Мексика                  | 2 – 1                   | Канада                   | Відбір до ЧС 2010                            | 1    |            |
| 11-10-2008 | Кінгстон (Ямайка)           | Ямайка                   | 1 – 0                   | Мексика                  | Відбір до ЧС 2010                            | -    | 73'        |
| 19-11-2008 | Сан-Педро-Сула              | Гондурас                 | 1 – 0                   | Мексика                  | Відбір до ЧС 2010                            | -    | 59'        |
| 11-02-2009 | Колумбус                    | США                      | 2 – 0                   | Мексика                  | Відбір до ЧС 2010                            | -    | 65'        |
| 10-10-2009 | Мехіко                      | Мексика                  | 4 – 1                   | Сальвадор                | Відбір до ЧС 2010                            | -    | 78'        |
| 03-03-2010 | Лос-Анджелес                | Мексика                  | 2 – 0                   | Нова Зеландія            | товариський матч                             | -    |            |
| 24-05-2010 | Лондон                      | Англія                   | 3 – 1                   | Мексика                  | товариський матч                             | -    |            |
| 30-05-2010 | Байройт                     | Гамбія                   | 1 – 5                   | Мексика                  | товариський матч                             | -    |            |
| 03-06-2010 | Брюссель                    | Італія                   | 1 – 2                   | Мексика                  | товариський матч                             | -    | 46'        |
| 11-06-2010 | Йоганнесбург                | ПАР                      | 1 – 1                   | Мексика                  | ЧС 2010 - 1-й етап                           | 1    |            |
| 17-06-2010 | Полокване                   | Франція                  | 0 – 2                   | Мексика                  | ЧС 2010 - 1-й етап                           | -    |            |
| 22-06-2010 | Рустенбург                  | Мексика                  | 0 – 1                   | Уругвай                  | ЧС 2010 - 1-й етап                           | -    |            |
| 27-06-2010 | Йоганнесбург                | Аргентина                | 3 – 1                   | Мексика                  | ЧС 2010 - 1/8 фіналу                         | -    | 28'        |
| 11-08-2010 | Мехіко                      | Мексика                  | 1 – 1                   | Іспанія                  | товариський матч                             | -    | 27' 57'    |
| 04-09-2010 | Мехіко                      | Мексика                  | 1 – 2                   | Еквадор                  | товариський матч                             | -    | 40'        |
| 07-09-2010 | Монтеррей                   | Мексика                  | 1 – 0                   | Колумбія                 | товариський матч                             | -    | 32' 54'    |
| 12-10-2010 | Мехіко                      | Мексика                  | 2 – 2                   | Венесуела                | товариський матч                             | -    | 79'        |
| 26-03-2011 | Окленд (Каліфорнія)         | Мексика                  | 3 – 1                   | Парагвай                 | товариський матч                             | -    |            |
| 29-03-2011 | Сан-Дієго                   | Мексика                  | 1 – 1                   | Венесуела                | товариський матч                             | -    | 46'        |
| 05-06-2011 | Арлінгтон                   | Мексика                  | 5 – 0                   | Сальвадор                | Кубок КОНКАКАФ 2011 - 1-й етап               | -    | 69'        |
| 09-06-2011 | Шарлотт                     | Мексика                  | 5 – 0                   | Куба                     | Кубок КОНКАКАФ 2011 - 1-й етап               | -    | 72'        |
| 12-06-2011 | Чикаго                      | Мексика                  | 4 – 1                   | Коста-Рика               | Кубок КОНКАКАФ 2011 - 1-й етап               | 1    | 70'        |
| 18-06-2011 | Нью-Джерсі                  | Мексика                  | 2 – 1                   | Гватемала                | Кубок КОНКАКАФ 2011 - чвертьфінал            | -    | 85'        |
| 22-06-2011 | Х'юстон                     | Мексика                  | 2 – 0 д.ч.              | Гондурас                 | Кубок КОНКАКАФ 2011 - півфінал               | -    |            |
| 25-06-2011 | Пасадена                    | Мексика                  | 4 – 2                   | США                      | Кубок КОНКАКАФ 2011 - Фінал                  | -    | 42'        |
| 10-08-2011 | Філадельфія                 | США                      | 1 – 1                   | Мексика                  | товариський матч                             | -    | 67' 68'    |
| 04-09-2011 | Барселона                   | Мексика                  | 1 – 0                   | Чилі                     | товариський матч                             | -    |            |
| 11-10-2011 | Торреон                     | Мексика                  | 1 – 2                   | Бразилія                 | товариський матч                             | -    | 82'        |
| 29-02-2012 | Маямі                       | Мексика                  | 0 – 2                   | Колумбія                 | товариський матч                             | -    |            |
| 27-05-2012 | Нью-Джерсі                  | Мексика                  | 2 – 0                   | Уельс                    | товариський матч                             | -    | 76'        |
| 11-10-2013 | Мехіко                      | Мексика                  | 2 – 1                   | Панама                   | Відбір до ЧС 2014                            | -    |            |
| 15-10-2013 | Сан-Хосе                    | Коста-Рика               | 2 – 1                   | Мексика                  | Відбір до ЧС 2014                            | -    | 62'        |
| 30-10-2013 | Сан-Дієго                   | Мексика                  | 4 – 2                   | Фінляндія                | товариський матч                             | 1    |            |
| 13-11-2013 | Мехіко                      | Мексика                  | 5 – 1                   | Нова Зеландія            | Відбір до ЧС 2014                            | 1    |            |
| 20-11-2013 | Веллінгтон                  | Нова Зеландія            | 2 – 4                   | Мексика                  | Відбір до ЧС 2014                            | -    |            |
| 29-01-2014 | Сан-Антоніо                 | Мексика                  | 4 – 0                   | Південна Корея           | товариський матч                             | -    | 46'        |
| 05-03-2014 | Мехіко                      | Мексика                  | 0 – 0                   | Нігерія                  | товариський матч                             | -    |            |
| 02-04-2014 | Глендейл                    | США                      | 2 – 2                   | Мексика                  | товариський матч                             | 1    |            |
| 31-05-2014 | Мехіко                      | Мексика                  | 3 – 1                   | Еквадор                  | товариський матч                             | -    | 46'        |
| 06-06-2014 | Фоксборо (Массачусетс)      | Мексика                  | 0 – 1                   | Португалія               | товариський матч                             | -    |            |
| 13-06-2014 | Натал (Ріу-Гранді-ду-Норті) | Мексика                  | 1 – 0                   | Камерун                  | ЧС 2014 - 1-й етап                           | -    |            |
| 17-06-2014 | Форталеза                   | Бразилія                 | 0 – 0                   | Мексика                  | ЧС 2014 - 1-й етап                           | -    |            |
| 23-06-2014 | Ресіфі                      | Хорватія                 | 1 – 3                   | Мексика                  | ЧС 2014 - 1-й етап                           | 1    | 39'        |
| 29-06-2014 | Форталеза                   | Нідерланди               | 2 – 1                   | Мексика                  | ЧС 2014 - 1/8 фіналу                         | -    | 90+2'      |
| 03-06-2015 | Ліма                        | Перу                     | 1 – 1                   | Мексика                  | товариський матч                             | -    | 46'        |
| 07-06-2015 | Сан-Паулу                   | Бразилія                 | 2 – 0                   | Мексика                  | товариський матч                             | -    | 57'        |
| 12-06-2015 | Вінья-дель-Мар              | Мексика                  | 0 – 0                   | Болівія                  | Копа Америка 2015 - 1-й етап                 | -    | 63'        |
| 08-09-2015 | Арлінгтон                   | Аргентина                | 2 – 2                   | Мексика                  | товариський матч                             | -    | 42' 86'    |
| 05-06-2016 | Глендейл                    | Мексика                  | 3 – 1                   | Уругвай                  | Копа Америка 2016 - 1-й етап                 | 1    |            |
| 09-06-2016 | Пасадена                    | Мексика                  | 2 – 0                   | Ямайка                   | Копа Америка 2016 - 1-й етап                 | -    |            |
| 03-09-2016 | Сан-Сальвадор               | Сальвадор                | 1 – 3                   | Мексика                  | Відбір до ЧС 2018                            | -    |            |
| 12-11-2016 | Колумбус                    | США                      | 1 – 2                   | Мексика                  | Відбір до ЧС 2018                            | 1    |            |
| 16-11-2016 | Панама                      | Панама                   | 0 – 0                   | Мексика                  | Відбір до ЧС 2018                            | -    | 73'        |
| 08-02-2017 | Вітні                       | Мексика                  | 1 – 0                   | Ісландія                 | товариський матч                             | -    | 53'        |
| 25-03-2017 | Мехіко                      | Мексика                  | 2 – 0                   | Коста-Рика               | Відбір до ЧС 2018                            | -    | 61'        |
| 03-06-2017 | Нью-Йорк                    | Мексика                  | 3 – 1                   | Ірландія                 | товариський матч                             | -    | 68'        |
| 21-06-2017 | Сочі                        | Мексика                  | 2 – 1                   | Нова Зеландія            | Кубок Конфедерацій 2017 - 1-й етап           | -    | 68'        |
| 29-06-2017 | Сочі                        | Німеччина                | 4 – 1                   | Мексика                  | Кубок Конфедерацій 2017 - півфінал           | -    | 66'        |
| 02-07-2017 | Москва                      | Португалія               | 2 – 1                   | Мексика                  | Кубок Конфедерацій 2017 - матч за 3-тє місце | -    | 106'       |
| Усього     |                             | Матчів (4 місце)         | 140                     |                          | Голів                                        | 18   |            |

## Досягнення
«Монако»
- Чемпіон Франції: 2000
- Володар суперкубка Франції: 2000
- Володар кубка французької ліги: 2003

 «Барселона»
- Чемпіон Іспанії: 2005, 2006, 2009, 2010
- Володар кубка Іспанії: 2009
- Володар суперкубка Іспанії: 2005, 2006, 2009
- Переможець Ліги чемпіонів: 2006, 2009
- Володар суперкубка УЄФА: 2009
- Переможець клубного чемпіонату світу: 2009

«Леон»
- Чемпіон Мексики: Апертура 2013, Клаусура 2014

 Мексика
- Володар Кубка Конфедерацій: 1999
- Володар Золотого кубка КОНКАКАФ: 2003, 2011
- Срібний призер Золотого кубка КОНКАКАФ: 2007
- Срібний призер Кубка Америки: 2001
- Бронзовий призер Кубка Америки: 1999, 2007

 Індивідуальні
- Найкращий захисник Ліги 1: 2000
- Найкращий гравець Північної Америки: 2005
- 3 за популярністю гравець світу за версією IFFHS: 2006
- Переможець конкурсу Free Kick Masters: 2008

## Особисте життя
Батько Маркеса, Рафаель Маркес Ескеда, у минулому також був професійним мексиканським футболістом.
Маркес був одружений з мексиканською актрисою Адріаною Лават (ісп. Adriana Lavat) з 2001 по 2007 рік. Від цього шлюбу у нього двоє дітей — син Сантьяго Рафаель і дочка Рафаела. З 2011 року одружений з мексиканською моделлю Хайді Мічель ((ісп.)).
У серпні 2017 року Міністерство фінансів США звинуватило Маркеса в пособництві наркомафії. За інформацією міністерства Маркес брав участь у відмиванні грошей для злочинної організації Рауля Флореса Ернандеса, пов'язаного з картелями Сіналоа і Нового покоління Халіско. Рішенням міністерства були заморожені всі активи Маркеса, що знаходились під юрисдикцією США.